# Теза превентивної війни Радянського Союзу проти Німеччини
Спір стосовно превентивної війни Радянського Союзу проти Німеччини — дебати серед істориків кінця XX і початку XXI століть про те, чи планував радянський лідер Йосип Сталін напасти на сили країн Осі в Східній Європі під час Другої світової війни до початку операції «Барбаросса». Більшість істориків погодилися з тим, що геополітичні розбіжності між Радянським Союзом і країнами Осі робили війну неминучою і що Сталін ретельно підготувався до війни і використовував військовий конфлікт у Європі у своїх інтересах. Ряд істориків і популярних письменників обговорювали це питання. Габрієль Городецький і полковник армії США Девід Гланц є авторами книг, що спростовують твердження Віктора Суворова. Ідея про те, що Сталін готувався до вторгнення в Німеччину, отримала певну підтримку з боку Валерія Данилова, Йоахіма Гофмана, Михайла Мельтюхова та Володимира Невежина.

## Передумови
Історики сперечаються про те, чи планував Сталін вторгнення на територію Німеччини влітку 1941 року. Дебати почалися в кінці 1980-х років, коли Віктор Суворов опублікував журнальну статтю, а потім книгу «Криголам», у якій стверджував, що Сталін розглядав початок війни в Західній Європі як можливість поширення комуністичних революцій по всьому континенту і що радянські збройні сили були розгорнуті для неминучого нападу в момент вторгнення Німеччини. Цю точку зору також відстоювали колишні німецькі генерали після війни. Теза Суворова була повністю або частково прийнята обмеженим числом істориків, включаючи Валерія Данилова, Йоахіма Гофмана, Михайла Мельтюхова та Володимира Невежина, і привернула увагу громадськості в Німеччині, Ізраїлі та Росії. Вона була рішуче знехтувана більшістю істориків, і в західних країнах «Криголам» зазвичай вважається «антирадянським трактатом». Давид Гланц і Габрієль Городецький написали книги, які спростовують аргументи Суворова. Більшість істориків вважають, що Сталін прагнув уникнути війни в 1941 році, так як вважав, що його збройні сили не були готові до боротьби з німецькими військами.

## Суворов, «Криголам» і 1980-ті
Володимир Резун, колишній офіцер радянської військової розвідки і перебіжчик до Великої Британії, розглядав це твердження в своїй книзі 1988 року «Криголам» під псевдонімом Віктор Суворов і в кількох наступних книгах. Він стверджував, що радянські сухопутні війська були добре організовані і масово мобілізовані уздовж німецько-радянського кордону для радянського вторгнення в Європу, запланованого на неділю, 6 липня 1941 року, але не були готові до захисту власної території.
Одним із доказів Суворова на користь теорії про радянський напад, що готувався, було його твердження про мапи і розмовники, видані радянським військам. Військові топографічні карти, на відміну від інших військових матеріалів, мають строго місцевий характер і не можуть бути використані в інших місцях, крім передбачуваної оперативної зони ведення бойових дій. Суворов стверджує, що радянським частинам були видані карти Німеччини і окупованої німцями території, а також розмовники, які включають питання про відділення СА — відділення СА перебували тільки на території самої Німеччини. На відміну від цього, карт радянської території було мало. Примітно, що після нападу Німеччини офіцер, що відповідав за мапи, генерал-лейтенант М. К. Кудрявцев, не був покараний Сталіним, який був відомий крайніми заходами покарання за невиконання його наказів. На думку Суворова, це свідчить про те, що Кудрявцев виконував накази Сталіна, який просто не очікував нападу Німеччини.
Як ще один доказ Суворов наводить масштабні зусилля Сталіна з приховування загальної мобілізації шляхом маніпуляцій із законами, що встановлюють призовний вік. Це дало Сталіну змогу забезпечити широке нарощування Червоної Армії. Оскільки до 1939 року в Радянському Союзі не було загального військового призову, ввівши загальний військовий призов 1 вересня 1939 року (дата початку Другої світової війни) і змінивши мінімальний вік для призову до Червоної армії з 21 року до 18 років, Сталін привів у дію механізм, що забезпечив різке збільшення військової могутності Червоної армії.
Цей особливий закон про мобілізацію дозволив Червоній Армії збільшити чисельність з 1 871 600 осіб 1939 року до 5 081 000 навесні 1941 року в умовах секретності, щоб не викликати тривоги у решти світу. 18 мільйонів резервістів також були призвані в армію. Термін служби становив два роки. Таким чином, на думку прихильників цієї теорії, Червона Армія мала вступити у війну до 1 вересня 1941 року, інакше призвані солдати повинні були бути звільнені в запас.
Головні тези Суворова:
- Радянський Союз був внутрішньо нестабільним. Щоб вижити, він повинен був розширюватися. Згідно суворівської інтерпретації теорії перманентної революції, комуністична система повинна була розширитися і захопити весь світ, щоб вижити. В іншому випадку система зазнає поразки в мирній та/або військовій боротьбі з оточуючими «капіталістичними» країнами. Сталін та інші радянські лідери виступали проти цього, і високопоставлені чиновники, які підтримували «перманентну революцію», були вичищені з Комуністичної партії. Сталін публічно заявив, що «остаточна перемога соціалізму… може бути досягнута тільки в міжнародному масштабі»[9]. Відповідно до цієї теорії радянські лідери почали підготовку до широкомасштабної агресивної війни. Вони офіційно заявили про прихильність теорії «соціалізму в окремо взятій країні», згідно з якою соціалізм може перемогти в окремій країні, не будучи негайно поваленим ворожими капіталістичними сусідами. Потім ця провідна країна буде допомагати революційним рухам в інших країнах. Так чи інакше, радянська довоєнна доктрина ґрунтувалася на марксистсько-ленінській теорії, згідно з якою капіталізм буде повалений шляхом комуністичної революції.
- У 1920-х і 1930-х роках Радянський Союз ретельно готувався до майбутньої агресивної війни. Суворов дає великий аналіз підготовки Сталіна до війни. За Суворовим, передбачалося, що підготовка Радянського Союзу до війни буде проходити в три етапи п'ятирічних планів. Перший етап повинен був бути направлений на колективізацію, другий — на індустріалізацію, а третій — на мілітаризацію країни.
- Сталін посилив напруженість у Європі, надавши економічну та військову підтримку веймарській, а потім і нацистській Німеччині (див. Радянсько-німецькі відносини до 1941 року). Після Першої світової війни Антанта спробувала накласти жорсткі обмеження на Веймарську Німеччину, щоб запобігти її переозброєння і перетворення на значного військового конкурента. На «початку 1920-х років до 1933 року Радянський Союз таємно співпрацював із німецькими військовими, щоб дозволити їм обійти положення Версальського договору», що обмежував військове виробництво Німеччини[10]. Москва дозволила німцям проводити і випробовувати свою зброю на радянській території, а деякі офіцери Червоної Армії відвідували курси генерального штабу в Німеччині[10]. Основою для цієї співпраці став Рапалльський договір, підписаний між двома країнами 1922 року, і подальша дипломатична взаємодія. Це співпраця припинилася з приходом до влади антикомуністичних нацистів 1933 року. Але, за словами Суворова, в 1932—1933 роках «Сталін допоміг Гітлеру прийти до влади, заборонивши німецьким комуністам виступити разом зі соціал-демократами проти нацистів на парламентських виборах»[10]. Суворов стверджує, що план і бачення Сталіна полягали в тому, що передбачуваність Гітлера і його агресивні реакційні ідеї робили його кандидатом на роль «криголама» для комуністичної революції. Розв'язавши війни з європейськими країнами, Гітлер обґрунтував би вступ СРСР у Другу світову війну, напавши на нацистську Німеччину, «визволивши» і радянізувавши всю Європу. Укладаючи пакт Молотова — Ріббентропа 1939 року, Сталін «явно розраховував на повторення війни на виснаження 1914—1918 років, в результаті якої „капіталістичні“ країни будуть настільки виснажені, що СРСР зможе практично безперешкодно увірватися в Європу»[10].
- За словами Суворова та інших, Сталін завжди планував використати військовий конфлікт між капіталістичними країнами в своїх інтересах. Ще 1925 року він говорив: «Боротьба, конфлікти і війни між нашими ворогами є… нашим великим союзником… і найбільшим помічником нашого уряду і нашої революції» і «Якщо дійсно почнеться війна, ми не будемо сидіти зі схрещеними руками — нам доведеться вийти на поле бою, але ми вийдемо на нього останніми. І ми зробимо це для того, щоб кинути на шальку терезів вирішальний важок»[10].
- Друга світова війна була ініційована Радянським Союзом і нацистською Німеччиною, які стали союзниками після підписання пакту Молотова — Ріббентропа. Суть цього пакту полягала в секретних протоколах, які розділили Європу на сфери впливу і усунули польський буфер між Німеччиною і СРСР. Деякі країни, що потрапили в радянську сферу впливу — такі, як Естонія і Латвія — були окуповані. Різниця між цими невеликими країнами, окупованими і анексованими СРСР, і Польщею (на яку спочатку напала Німеччина) полягала в тому, що Польща мала гарантії військової допомоги від Великої Британії і Франції.
- Сталін планував напасти на нацистську Німеччину з тилу в липні 1941 року, всього через кілька тижнів після дати вторгнення країн Осі до Радянського Союзу. За словами Суворова, Червона Армія вже перейшла з оборонних на наступальні позиції. Суворов також стверджує, що Сталін не здійснював серйозних оборонних приготувань.
- Гітлерівська розвідка виявила підготовку СРСР до нападу на Німеччину. Тому Вермахт розробив план превентивної війни на підставі наказів Гітлера ще в середині 1940 року, незабаром після анексії Бессарабії і Північної Буковини Радянським Союзом. 22 червня 1941 року країни Осі здійснили напад на СРСР.

## Критика та підтримка книг Суворова
У деяких країнах, особливо в Росії, Німеччині та Ізраїлі, тези Суворова вирвалися за рамки академічного дискурсу і захопили уяву публіки. Серед відомих критиків робіт Суворова — ізраїльський історик Габріель Городецький, американський військовий історик Девід Гланц, російські військові історики Махмут Гарєєв, Лев Безіменський і (можливо, найбільш запеклий) Олексій Ісаєв, автор книги «Анти-Суворов».
За словами Гланца, більшість істориків згодні з тим, що Сталін широко готувався до можливої війни і що він скористався військовим конфліктом у Європі в своїх інтересах, але твердження Суворова про те, що Сталін планував напасти на Німеччину влітку 1941 року, як правило, не беруться до уваги.
Багато інші західних вчених, як-от Тедді Дж. Улдрікс, Дерек Уотсон, Г'ю Регсдейл, Роджер Різ, Стівен Бланк, Робін Едмондс, згодні з тим, що більшість праць Суворова спираються на непрямі докази або навіть «практично не мають доказової бази». Джонатан Гаслам вважає, що «було б комічно, якби не сприймалося так серйозно». Олександр Некріч також не згоден із Суворовим.
Згідно оглядовій статті Крістофера Дж. Кшика, дебати про те, чи мав намір Сталін почати наступ на Німеччину 1941 року, залишаються неостаточним, але породили величезну кількість наукової літератури та допомогли розширити розуміння більш важливих тем у радянській і світовій історії в міжвоєнний період. Кшик також відзначає проблеми, пов'язані з обмеженим доступом до радянських архівів і емоційним характером дебатів, спричинених національною гордістю і політичними та особистими мотивами учасників. Кшик вважає помилковим уявлення про те, що Сталін готувався почати наступ проти Німеччини влітку 1941 року.
Однак дослідження деяких істориків, як-от Михайла Мельтюхова («Втрачений шанс Сталіна»), дали часткову підтримку твердженням, що радянські сили концентрувалися для нападу на Німеччину. Іншими істориками, які підтримують цю тезу, є Володимир Нєвєжин, Борис Соколов, Валерій Данилов і Йоахім Гофман. Наступальну інтерпретацію довоєнного планування Сталіна підтримують також совєтолог Роберт Такер і Павло Бобильов. Гофман стверджує, що фактична концентрація радянських військ, склади палива і аеродроми знаходилися поблизу німецько-радянського кордону на території Польщі. Всі вони, як стверджується, були непридатні для оборонних операцій.
|                                       | Німеччина | СРСР   | Співвідношення |
| ------------------------------------- | --------- | ------ | -------------- |
| Дивізії                               | 128       | 174    | 1 : 1,4        |
| Особовий склад                        | 3459      | 3289   | 1,1 : 1        |
| Гармати та міномети                   | 35 928    | 59 787 | 1 : 1,7        |
| Танки (в тому числі штурмові гармати) | 3769      | 15 687 | 1 : 4,2        |
| Літаки                                | 3425      | 10 743 | 1 : 3,1        |

Джерело: «Втрачений шанс Сталіна», Михайло Мельтюхов, таблиці 43, 45, 46, 47.
Прихильники цієї теорії також посилаються на підтримку своєї позиції на різні факти, як-от публікація пропозиції Георгія Жукова від 15 травня 1941 року, в якій містився заклик до нанесення радянського удару по Німеччині. Цей документ передбачав таємну мобілізацію і розгортання військ Червоної Армії на західному кордоні під прикриттям навчання. Однак Робін Едмондс стверджував, що плановий штаб Червоної армії погано б виконував свою роботу, якби б не розглядав можливість превентивного удару по Вермахту, а Тедді Дж. Улдрікс вказував, що жодне документальне свідчення не вказує, що пропозиція Жукова була коли-небудь прийнята Сталіним.

Ще один доказ — промова Сталіна перед випускниками військових училищ 5 травня 1941 року. Він промовив:
Хороша оборона означає необхідність нападу. Напад — найкраща форма оборони… Зараз ми повинні проводити мирну, оборонну політику з нападом. Так, оборона з нападом. Зараз ми повинні заново навчати нашу армію і командирів. Виховувати їх у дусі нападу.
Однак, на думку Майкла Джабара Карлі, цю промову можна в рівній мірі інтерпретувати як навмисну спробу відговорити німців від вторгнення.
Інші російські історики, Ю. Горьков, О. С. Орлов, Ю. А. Поляков та Дмитро Волкогонов, проаналізували знову доступні свідоцтва, щоб показати, що радянські сили, безумовно, не були готові до нападу.
Полковник Павло Миколайович Бобильов був одним із військових істориків радянського (пізніше російського) Міністерства оборони, який 1993 року опублікував матеріали січневих ігор 1941 року на картах. Більше 60 вищих радянських офіцерів протягом приблизно десяти днів у січні репетирували можливі сценарії початку війни проти Осі. Матеріали показують, що на радянській землі не було розіграно жодного бою. Дії починалися тільки тоді, коли радянські війська («східняки») атакували на захід від свого кордону, а в другій грі («Південний варіант») — навіть із позицій глибоко всередині ворожої землі.

### Критика
Серед відомих критиків робіт Суворова — ізраїльський історик Габріель Городецький, американський військовий історик Девід Гланц, російські військові історики Махмут Гарєєв, Лев Безіменський і Дмитро Волкогонов. Багато інших західних вчених, як-от Тедді Дж. Улдрікс, Дерек Уотсон, Г'ю Регсдейл, Роджер Різ, Стівен Бланк і Робін Едмондс, згодні з тим, що головна слабкість Суворова в тому, «що автор не розкриває своїх джерел» (Інгмар Олдберг) і покладається на непрямі свідчення. Історикиня Синтія А. Робертс ще більш категорична і стверджує, що твори Суворова «практично не мають доказової бази».
Найбільш спірна теза Суворова полягає в тому, що Червона Армія провела велику підготовку до наступальної війни в Європі, але була абсолютно не готова до оборонних операцій на своїй власній території. По суті, він повторює аргумент, висунутий Гітлером 1941 року. За словами Джонатана Гаслама, твердження Суворова про те, що «Німеччина зірвала війну Сталіна», «було б комічним, якби не сприймалося так серйозно».
Один з аргументів Суворова полягає в тому, що певні види зброї підходять для наступальної війни і що Червона Армія мала у своєму розпорядженні велику кількість такої зброї. Наприклад, він вказав, що Радянський Союз екіпірував велику кількість десантників і фактично готувався розгорнути цілі десантні армії, і заявив, що десантники підходять тільки для наступальних дій, що визнавала радянська військова доктрина того часу. Критики Суворова кажуть, що радянські десантники не були добре навченими і озброєними. Аналогічно, Суворов посилався на розробку «літаючого танка» КТ/Антонова А-40 в якості доказу агресивних планів Сталіна, але його критики кажуть, що розробка цього танка була розпочата лише в грудні 1941 року.
Девід Гланц заперечує аргумент про те, що Червона Армія була розгорнута в наступальні позиції 1941 року, і стверджує, що в липні 1941 року Червона Армія перебувала в стані лише часткової мобілізації, з якої ні ефективні оборонні, ні наступальні дії не могли бути організовані без значних затримок.

Ентоні Бівор писав:
Червона Армія просто не була в змозі почати великий наступ влітку 1941 року, і в будь-якому випадку рішення Гітлера про вторгнення було прийнято значно раніше.
Однак він також зазначив, що
…не можна виключати, що Сталін… міг розглядати можливість превентивного нападу взимку 1941 року або, що більш імовірно, 1942 року….
Польський історик Павел Вечоркевич, автор докладного опису чисток у Червоній армії (Łańcuch śmierci: czystka w Armii Czerwonej 1937—1939, 1335 сторінок), вважав, що Червона армія не була готова до війни 1941 року через нещодавні чистки і плани модернізації.
Радянський емігрант, історик Олександр Некріч, будучи вкрай критичним стосовно Сталіна в інших контекстах, також відкидав ідеї Суворова як необґрунтовані і такі, що суперечать широкій політиці Сталіна.
Роджер Р. Різ сказав, що деякі твердження Суворова виявилися просто неточними, наприклад, його твердження про те, що призов у Червону армію був введений лише 1939 року, однак призов існував з 1925 року.
Девід Бранденбергер заявив, що нещодавно опублікований аналіз готовності радянських збройних сил перед 1941 роком, проведений німецькою розвідкою, дозволив зробити висновок, що радянські приготування носили «оборонний» характер.

### Нейтральна позиція
У статті, опублікованій 1987 року в журналі Historische Zeitschrift, німецький історик Клаус Гільдебранд стверджував, що і Гітлер, і Сталін окремо планували напасти один на одного 1941 року. Він вважав, що звістка про концентрацію Червоної армії поблизу кордону змусило Гітлера застосувати тактику Flucht nach vorn («втеча вперед») — реакцію на небезпеку шляхом наступу, а не відступу:
Таким чином, незалежно націонал-соціалістична програма завоювань зустрілася з настільки ж далекосяжною програмою військових цілей, яку Сталін розробив не пізніше 1940 року.

### Підтримка
Хоча західні дослідники (за винятком Альберта Л. Вікса і Р. К. Раака) критикували тезу Суворова, він отримав певну підтримку серед російських істориків, починаючи з 1990-х років. Підтримка в Росії поглядів Суворова про те, що Сталін готував напад проти Гітлера в 1941 році, почала з'являтися після розсекречення деяких архівних матеріалів. Авторами, що підтримують тезу про напад Сталіна в 1941 році, є Валерій Данилов, В. О. Нєвєжин, Костянтин Плешаков, Марко Солонін і Борис Соколов. Хоча СРСР напав на Фінляндію, на сьогодні не знайдено жодних документів, які б вказували на 26 листопада 1939 року як на ймовірну дату початку провокацій або на 30 листопада як на дату запланованого радянського нападу.
Одну з точок зору висловив Михайло Мельтюхов у своєму дослідженні «Втрачений шанс Сталіна». Автор стверджує, що ідея нанесення удару по Німеччині виникла задовго до травня 1941 року і лежала в основі радянського військового планування в 1940—1941 роках. Додатковим підтвердженням цієї тези є той факт, що не було знайдено ніяких значимих планів оборони. У своїй аргументації Мельтюхов розглядає п'ять різних версій плану нападу («Міркування про стратегічне розгортання радянських військ у разі війни з Німеччиною і її союзниками» (оригінал)), перша версія якого була розроблена незабаром після початку Другої світової війни. Остання версія мала бути завершена до 1 травня 1941 року. Навіть розміщення військ було обрано на півдні, що було б більш вигідно в разі радянського нападу.
У книзі «Сталінська війна на знищення» Йоахім Гофман широко використовував матеріали допитів радянських військовополонених у званні від генерала до рядового, проведених під час війни. Книга також заснована на відкритих джерелах, несекретній літературі і недавно розсекречених матеріалах. На підставі цих матеріалів Гофман стверджує, що Радянський Союз проводив останні приготування до власного нападу, коли Вермахт завдав удару. Данилов і Гайнц Магенхаймер на початку 1990-х років вивчили цей план й інші документи, які могли свідчити про радянську підготовку до нападу. Обидва дослідника дійшли висновку, що план Жукова від 15 травня 1941 року відображає ймовірну промову Сталіна від 19 серпня 1939 року, в якій сповістив про народження нової наступальної Червоної Армії.
Марко Солонін зазначає, що кілька варіантів плану війни проти Німеччини існували принаймні з серпня 1940 року. Він стверджує, що в російських архівах збереглося п'ять варіантів загального плану стратегічного розгортання Червоної армії і десять документів, що відображають розробку планів оперативного розгортання західних військових округів. Відмінності між ними були незначними, всі документи (включаючи оперативні карти, підписані заступником начальника Генерального штабу Червоної Армії) представляють собою плани вторгнення з наступом на глибину 300 км. Солонін також стверджує, що інших планів розгортання Червоної Армії 1941 року до сих пір не виявлено, і що концентрація частин Червоної Армії в західних районах СРСР здійснювалася в прямій відповідності з травневими «Міркуваннями щодо плану стратегічного розгортання»:
Заплановане та фактичне розгортання Червоної Армії на західному кордоні СРСР
|                                      | «Міркування», травень 1941 року | 13 червня               | Фактичне розгортання на 22 червня 1941 року                       |
| ------------------------------------ | ------------------------------- | ----------------------- | ----------------------------------------------------------------- |
| Північний фронт                      | Три армії, 21 / 4 / 2           | ------ 22 / 4 / 2       | 14-та, 7-ма, 23-тя армії, 21 / 4 / 2                              |
| Північно-Західний фронт              | Три армії, 23 / 4 / 2           | ------ 23 / 4 / 2       | 27-ма, 8-ма, 11-та армії, 25 / 4 / 2                              |
| Західний фронт                       | Чотири армії, 45 / 8 / 4        | ------ 44 / 12 / 6      | 3-тя, 10-та, 4-та, 13-та армії, 44 / 12 / 6                       |
| Південно-Західний та Південний фронт | Вісім армій, 122 / 28 / 15      | ------ 100 / 20 / 10    | 5-та, 6-та, 26-та, 12-та, 18-та, 9-та армії, 80 / 20 / 10         |
| Резерв Ставки                        | П'ять армій, 47 / 12 / 8        | п'ять армій, 51/ 11 / 5 | 22-га, 20-та, 21-ша, 19-та, 16-та, 24-та, 28-ма армії, 77 / 5 / 2 |

Примітка: перше число — загальна кількість дивізій, друге число — танкові дивізії, третє число — моторизовані дивізії.
Згідно з планом прикриття, після початку бойових дій дві дивізії Північно-Західного фронту, розгорнуті в Естонії, були передані Північному фронту.
Деякі політики також робили заяви, аналогічні суворівським. 20 серпня 2004 року історик і колишній прем'єр-міністр Естонії Март Лаар опублікував в The Wall Street Journal статтю «Коли Росія скаже „вибачте“?» Нові дані вказують, що, підштовхуючи Гітлера до початку Другої світової війни, Сталін сподівався одночасно розпалити світову революцію і завоювати всю Європу". Інший колишній державний діяч, що розділяє ці погляди на ймовірний радянський агресивний план, — колишній президент Фінляндії Мауно Койвісто: «Здається очевидним, що влітку 1941 року Радянський Союз не був готовий до оборони, а скоріше готувався до нападу… Мобілізовані в Радянському Союзі сили були розташовані не для оборонних, а для наступальних цілей». Він дійшов висновку: «сили вторгнення Гітлера не перевищували [радянські], а скоріше перевершували чисельністю самих себе. СРСР був не в змозі організувати оборону. Війська отримали карти, які охоплювали території за межами Радянського Союзу».